# Pas dei Salati

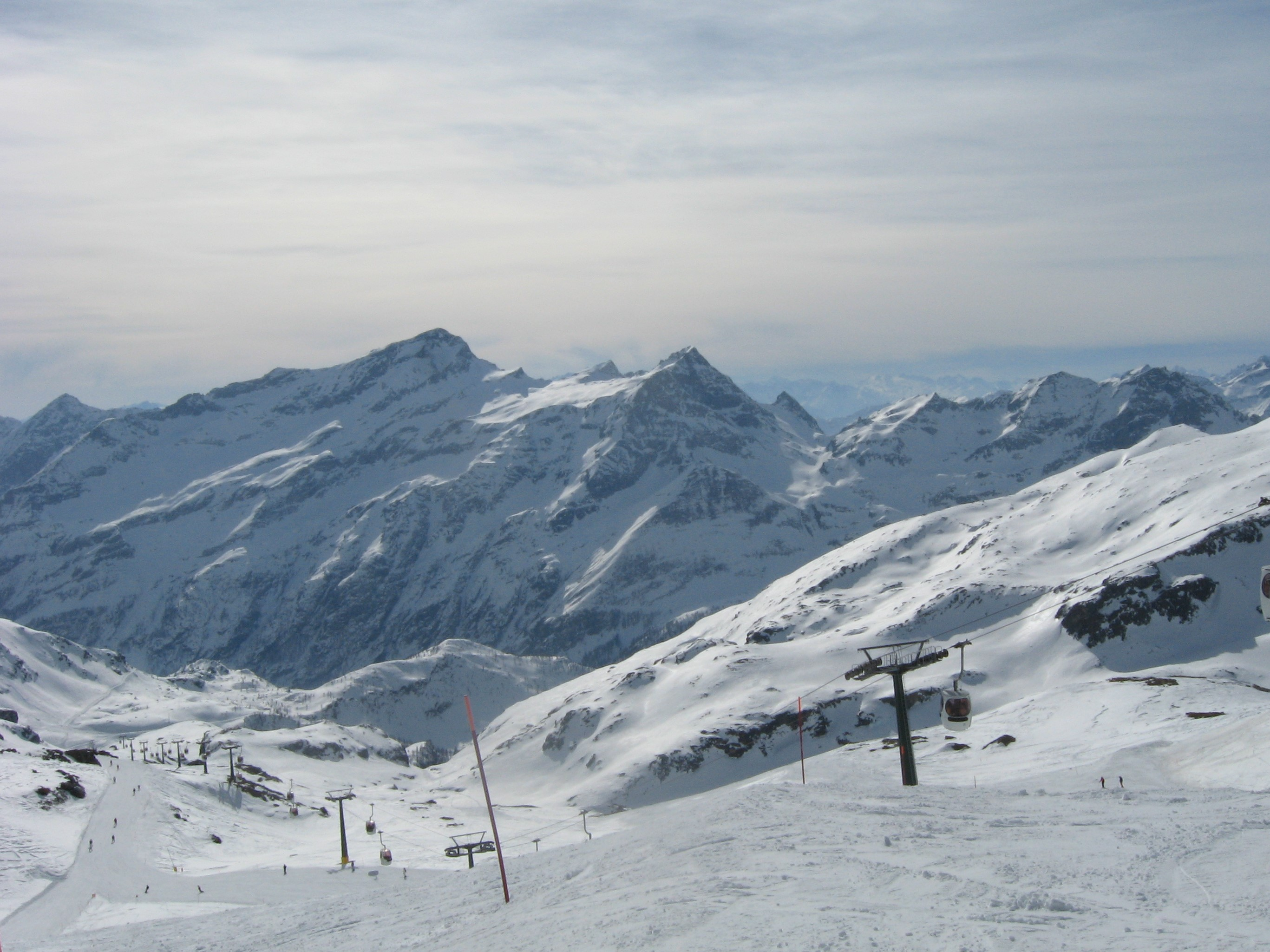
Vista cap a l'oest de la Vall del Lys

El Pas dei Salati o Passo dei Salati (2,980 m) és un coll de muntanya entre la Valsesia (Piemont) i la Vall del riu Lys (Vall d'Aosta). El pas era també conegut pel nom de Coll Inferior de Pisse. El terme salati recorda un antic passatge de soldats romans. El coll connecta els pobles d'Alagna Valsesia i Gressoney-La-Trinité.

## Descripció

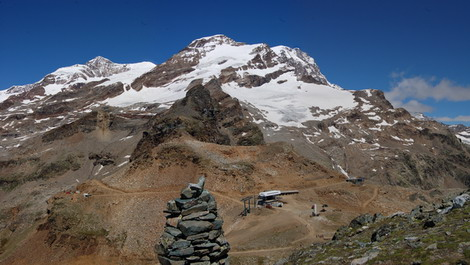
Vista del pas des del Coll de l'Olen

Al coll s'hi arriba per dos modern telefèrics, la telecabina de Gabiet des de Gressoney-La-Trinité i el telefèric Pianalunga des del poble d'Alagna. El pas és un enllaç important de l'àrea d'esquí Monterosa, una de les més gran de l'estat Italià. Un telefèric nou de tipus Funifor va ser obert el 2010 que puja des del pas cap a la glacera Indren tot proporcionant un punt de sortida d'altitud per a esquiadors-alpinistes. Del coll surten 2 pistes d'esquí : (Passo Salati - Pianalunga) cap al costat Olen-Valsesia, i (Passo Salati - Gabiet) cap a la Vall d'Aosta
A l'estiu el pas és accessible per una pista que connecta els dos costats. Tot i que situat a gairebé 3000 m sobre el nivell del mar, durant l'estiu no hi ha neus perpètues.
Al voltant del pas s'hi troben diversos edificis, incloent-hi una estació de recerca fisiològica, L'Istituto "Angelo Mosso" (de la Universitat de Tori) i dues cabanes de muntanya (Rifugio Guglielmina i Rifugio Città di Vigevano). El dos primers van ser afectades per focs.
Vols d'heliski a prop de les dues cabanes de muntanya tenen lloc durant la part més tardana de l'hivern.